# Asaka, Saitama
Asaka (朝霞市 Asaka-shi, Triều Hà Thị) là một thành phố thuộc tỉnh Saitama, Nhật Bản.